# دوبرا وودا، یاگودینا
دوبرا وودا (به صربی: Dobra Voda) یک روستا در صربستان است که در ناحیه پوموراولیه واقع شده‌است.
 دوبرا وودا  ۴۳۰ نفر جمعیت دارد.